# Guernes
Guernes ist eine Gemeinde in der Île-de-France in Frankreich. Sie gehört zum Département Yvelines, zum Arrondissement Mantes-la-Jolie und zum Kanton Limay. Sie liegt am rechten Ufer der Seine, die dort ein Mäander bildet. Die Nachbargemeinden sind Saint-Martin-la-Garenne im Norden, Follainville-Dennemont im Osten, Mantes-la-Jolie im Südosten, Rosny-sur-Seine im Süden, Rolleboise im Westen und Méricourt im Nordwesten. 

## Bevölkerungsentwicklung
| Jahr      | 1962 | 1968 | 1975 | 1982 | 1990 | 1999 | 2008 | 2013 |
| --------- | ---- | ---- | ---- | ---- | ---- | ---- | ---- | ---- |
| Einwohner | 450  | 502  | 518  | 613  | 745  | 827  | 976  | 1082 |

## Sehenswürdigkeiten

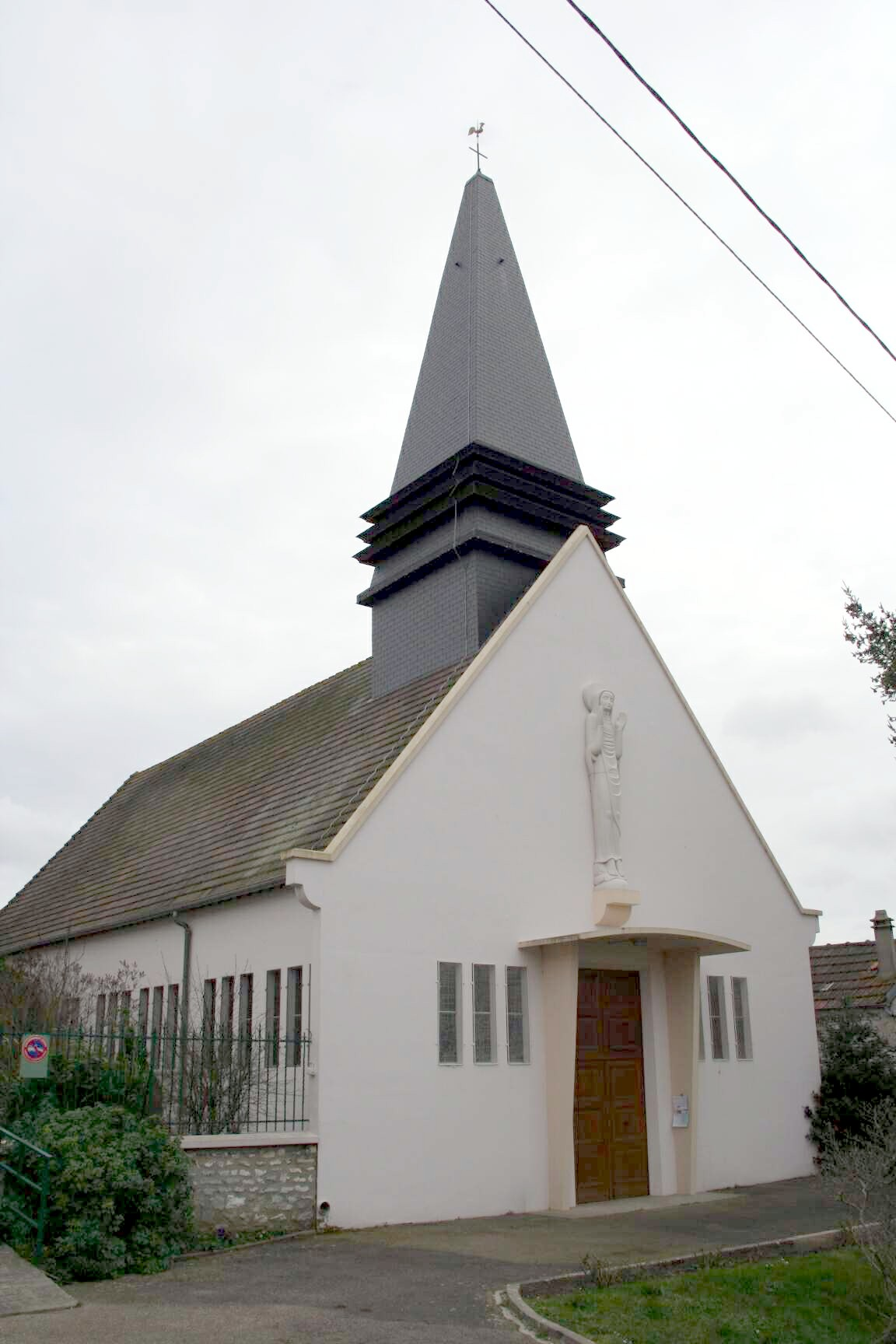
Kirche Notre-Dame

- Kirche Notre-Dame